# Nederlandse kampioenschappen schaatsen afstanden 2013 - 3000 meter vrouwen
De 3000 meter vrouwen op de Nederlandse kampioenschappen schaatsen afstanden 2013 werd gehouden op zaterdag 10 november 2012 in ijsstadion Thialf te Heerenveen, er namen twintig vrouwen deel.
Titelhoudster was Pien Keulstra die vanwege gezondheidsproblemen haar titel niet verdedigde. Er waren vijf startplaatsen te verdienen voor de wereldbeker schaatsen 2012/2013. Er waren geen beschermde statussen. Zodoende waren de eerste vijf rijdsters zeker van een startplaats bij de wereldbeker schaatsen 2012/2013 - 3000 meter vrouwen bij de eerste twee wedstrijden. Diane Valkenburg versloeg in een rechtstreeks duel Ireen Wüst om haar eerste nationale titel op te eisen.

## Statistieken

### Uitslag
| #      | Schaatser              | Ploeg                     | tijd    |
| ------ | ---------------------- | ------------------------- | ------- |
| Goud   | Diane Valkenburg       | Danone Activia            | 4.05,80 |
| Zilver | Ireen Wüst             | TVM                       | 4.06,90 |
| Brons  | Jorien ter Mors        | NTS shorttrack            | 4.06,99 |
| 4      | Marije Joling          | Team Corendon             | 4.08,48 |
| 5      | Antoinette de Jong     | Jong Oranje               | 4.09,07 |
| 6      | Annouk van der Weijden | Team Corendon             | 4.09,71 |
| 7      | Linda de Vries         | TVM                       | 4.10,50 |
| 8      | Rixt Meijer            | Team Palet Schilderwerken | 4.11,87 |
| 9      | Mariska Huisman        | Project 2018              | 4.12,64 |
| 10     | Carlijn Achtereekte    | Team Corendon             | 4.13,23 |
| 11     | Wieteke Cramer         | Team Palet Schilderwerken | 4.13,53 |
| 12     | Jorien Voorhuis        | Team Corendon             | 4.13,56 |
| 13     | Reina Anema            | Jong Oranje               | 4.13,93 |
| 14     | Yvonne Nauta           | Team Liga                 | 4.14,51 |
| 15     | Irene Schouten         | Project 2018              | 4.15,51 |
| 16     | Janneke Ensing         | Team Liga                 | 4.16,40 |
| 17     | Elma de Vries          | MKBasics.nl               | 4.16,52 |
| 18     | Jade van der Molen     | Jong Oranje               | 4.17,00 |
| 19     | Carla Zielman          | CENNED                    | 4.17,42 |
| 20     | Imke Vormeer           | Gewest Friesland          | 4.21,67 |

### Loting
| Rit | Binnenbaan         | Buitenbaan             |
| --- | ------------------ | ---------------------- |
| 1   | Jade van der Molen | Elma de Vries          |
| 2   | Reina Anema        | Wieteke Cramer         |
| 3   | Imke Vormeer       | Carla Zielman          |
| 4   | Irene Schouten     | Mariska Huisman        |
| 5   | Rixt Meijer        | Antoinette de Jong     |
| 6   | Janneke Ensing     | Carlijn Achtereekte    |
| 7   | Jorien ter Mors    | Jorien Voorhuis        |
| 8   | Yvonne Nauta       | Annouk van der Weijden |
| 9   | Diane Valkenburg   | Ireen Wüst             |
| 9   | Marije Joling      | Linda de Vries         |

1987 · 
1988 · 
1989 · 
1990 · 
1991 · 
1992 · 
1993 · 
1994 · 
1995 · 
1996 · 
1997 · 
1998 · 
1999 · 
2000 · 
2001 · 
2002 · 
2003 · 
2004 · 
2005 · 
2006 · 
2007 · 
2008 · 
2009 · 
2010 · 
2011 · 
2012 · 
2013 · 
2014 · 
2015 · 
2016 · 
2017 · 
2018 · 
2019 · 
2020 · 
2021 · 
2022 · 
2023 · 
2024 · 
2025